# 黄河の大洪水
黄河の大洪水（こうがのだいこうずい）とは、紀元前1920年頃に発生し、夏王朝が建国される切っ掛けとなったとされる伝説上の洪水のことである。
本文では、当時は洪水が頻発していたが、この洪水が中国文明に多大な影響をもたらしたことから、他の洪水と区別するために「大」を用いる。また、これに関係する洪水があったのではないかという説によるものを「実際の」とするが、実在性が確かめられている訳ではない事に留意。

## 原因

### 伝説上の原因
水の神である共工が舜を攻めたことにより発生したとされる。これは、共工を信仰する羌族の言い換えであり、1000年にもわたる共工の中国文明に対する悪事は、羌族による度重なる攻撃と同時に、頻発する洪水を意味していた。伝説では共工が洪水の洪の字の由来になったとされる。

### 実際の原因
紀元前1920年頃の中国に起こった大地震による地滑りで天然の土砂ダムが発生し、それが決壊したことによりもたらされたとされる。一方この説に対して、地震による地滑りは8300年前と6300年前のものであり、夏王朝の建設とは何ら関係がないという反論もある。また、地震ではなく暴風雨を原因とした崗溝と魯家溝における鉄砲水と大量の泥が喇家遺跡を埋没させたという説も提示されている。

## 結果

### 伝説上の結果
帝王舜はこの土木工事に誰が適任かを家臣に問い、鯀をこの工事にあたらせた。しかし、9年経っても成果が出なかったため罷免し、鯀の子の禹にあたらせた。すると、洪水は収まり、治世もよくなったという。伝説では、鯀が水を防ぐこと一本で工事を行ったのに対して、禹が流水路を整備する方法を用いたことに起因するとしており、この時期の治水技術の著しい発展を意味している。

### 実際の結果
地震洪水説によれば、黄河の水位は30m上昇し、農耕地に甚大な被害をもたらしたとされる。また暴風雨洪水説の場合は濁流により都市遺跡が埋没した。いずれの説にせよ、こうした気象条件がこれは当時の帝王舜らが治水に取り組む切っ掛けとなった上、治水の成功などの功で禅譲を受けた禹による中国初の世襲王朝の夏の建国の一因ともなったとされる。